# Panaghia Chozoviotissa

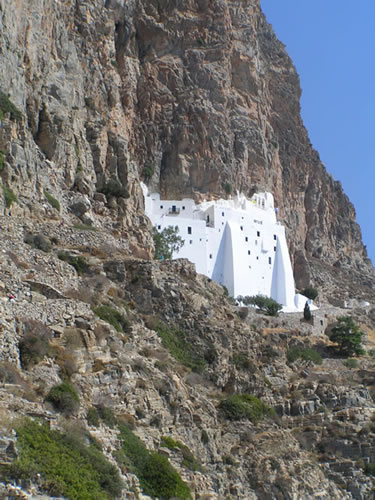
het klooster Panaghia Chozoviotissa

Panaghia Chozoviotissa (Grieks: Παναγία Χοζοβιώτισσα) is een Byzantijns klooster op het Griekse eiland Amorgos in de Cycladen. Het klooster werd gesticht in 1088, op verzoek van keizer Alexios I Komnenos. Het klooster ligt op een klif tegen de rotswand 300 meter boven de zuidwestelijke kustlijn, zo'n 500 meter ten oosten van de belangrijkste nederzetting op het eiland, Chora.
Het klooster is opgedragen aan de Heilige Maagd Maria en een icoon van de Maagd Maria waaraan miraculeuze krachten worden toegeschreven, wordt jaarlijks met Pasen in een processie rondgedragen op het eiland.
Zoals in veel kloosters is het bij bezoek vereist om blote armen en benen te bedekken.